# ラインツェル
ラインツェル (ドイツ語: Leinzell) は、ドイツ連邦共和国バーデン＝ヴュルテンベルク州シュトゥットガルト行政管区のオストアルプ郡に属す町村（以下、本項では便宜上「町」と記述する）である。オストヴュルテンベルク地方（東ヴュルテンベルク）およびシュトゥットガルト大都市圏辺縁部に位置している。

## 地理

### 位置
ラインツェルは、ライン川（コッハー川支流）沿いのシュヴェービッシェ・アルプ東部の前山地方、高度 400 m から 460 m に位置している。シュヴェービッシュ・グミュントの北東約 10 km にあたる。この町は、面積の非常に小さな町である。

### 隣接する市町村
ラインツェルは、北と東はゲッギンゲン、南はイギンゲン、西はテーファーロートと境を接する。

### 自治体の構成
自治体としてのラインツェルは、小集落エルホイザーを含むラインツェル集落と、プルファーミューレ地区、シャフハウス地区からなる。

### 土地利用
| 土地利用種別面積 | 農業用地 | 森林   | 住宅地 | 産業用地 | 交通用地 | 水域  | レジャー用地 | その他 |
| ---------------- | -------- | ------ | ------ | -------- | -------- | ----- | ------------ | ------ |
| 面積 (km2)       | 0.73     | 0.59   | 0.41   | 0.02     | 0.17     | 0.05  | 0.04         | 0.10   |
| 占有率           | 34.5 %   | 28.0 % | 19.6 % | 0.7 %    | 7.8 %    | 2.5 % | 2.1 %        | 4.7 %  |

州統計局の2015年のデータによる。

## 歴史
ラインツェルは、1259年に Cella という名前で初めて文献に記録されている。この集落は、1409年に Zell an der Lyn、1426年に Lynzelle と記述されている。15世紀にエルヴァンゲン修道参事会が領邦化し、ラインツェルはレーエンとして授封された。ラインツェルは、1360年から1483年まで（短い中断を挟んで）グミュントのターラー家に与えられた。最後のターラー家当主の未亡人ロジーナ・ターラーはルドルフ・フォン・ヴェスターシュテッテンと結婚した。これにより、エルヴァンゲン修道参事会長アルブレヒトの下でのこの村のレーエン権は1484年にヴェスターシュテッテン家に移された。ラインツェルはその後、1530年にホルクハイム家、1604年にイェルク・クリストフ・フォン・ウルゼンベック、1612年にフルクハルト・フォン・ファウバー家へと引き継がれた。
最終的には、三十年戦争中の1636年に、初めはブレーメン大司教に仕えていたヴァレンティン・フォン・ラングがラインツェルに封じられた。ラング家はラインツェルに住み、170年間この家を保った。1806年、帝国騎士領が廃止され、世俗化が行われて、ラインツェルはヴュルテンベルク領となり、オーバーアムト・グミュント（1941年からはシュヴェービッシュ・グミュント郡）に編入された。ラインツェルは1810年に独立した自治体となった。ラインツェル住民の賦役は1842年に初めて補償協定により制限され、ラング男爵は1874年に分割払いの最後の支払いを受け取った。ラインツェル住民はこの時点から、すべての賦役から解放された。1973年の郡再編によりラインツェルは新たに設けられたオストアルプ郡に属すこととなった。

## 住民

### 人口推移
| 日付           | 人口（人） |
| -------------- | ---------- |
| 1812年11月1日  | 783        |
| 1834年12月15日 | 888        |
| 1846年12月3日  | 889        |
| 1858年12月3日  | 849        |
| 1867年12月3日  | 861        |
| 1871年12月1日  | 801        |
| 1900年12月1日  | 841        |
| 1910年12月1日  | 851        |
| 1933年6月16日  | 1,015      |
| 1939年5月17日  | 969        |

| 日付           | 人口（人） |
| -------------- | ---------- |
| 1946年10月29日 | 1,206      |
| 1950年9月13日  | 1,275      |
| 1961年6月6日   | 1,693      |
| 1970年5月27日  | 1,991      |
| 1977年12月31日 | 2,112      |
| 1986年12月31日 | 2,130      |
| 1991年12月31日 | 2,365      |
| 1995年12月31日 | 2,502      |
| 2000年12月31日 | 2,338      |
| 2005年12月31日 | 2,217      |

| 日付           | 人口（人） |
| -------------- | ---------- |
| 2010年12月31日 | 2,084      |
| 2015年12月31日 | 2,005      |

### 宗教

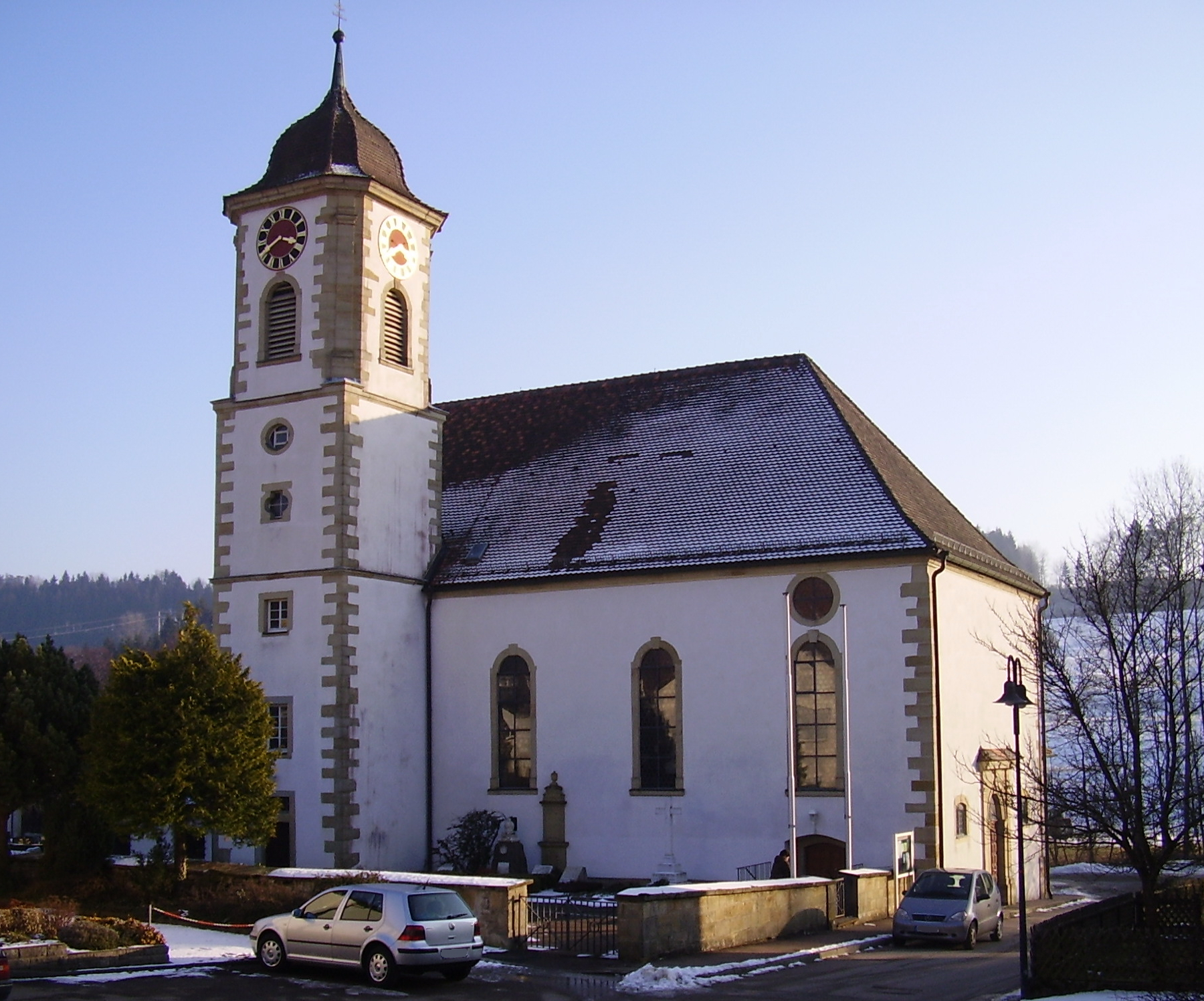
ラインツェルのカトリック聖ゲオルク教会

ラインツェルで現在の形のカトリック教会建設が始まったのは1776年である。それ以前は、主に建築資材の不足からずっと貧弱な姿であった。この教会は1783年に完成し、1805年に祭壇が設置された。マリア被昇天の図が描かれた天井はヨハン・ネポムク・ニーベルラインによるものである。この画家は、エルヴァンゲンのシェーネンベルク教会の「十字架の道」の礼拝堂で知られている。
1971年に福音主義の集会所の建設が始まった。これは教会行事のためのホール、青年集会所、副牧師の住居が必要となったためである。1980年にこの教会はエシャッハ教会組織から完全に分離され、ゲッギンゲン＝ラインツェル教会は独立した組織となった。礼拝は、ラインツェルとゲッギンゲンとで毎週交替で行われる。

## 行政

### 行政連合
この町は、ラインタール＝フリッケンホーファー自治体行政連合の本部所在地である。この行政連合には、エシャッハ、ゲッギンゲン、イギンゲン、ラインツェル、オーバーグレーニンゲン、シェヒンゲンが属している。

### 議会
ラインツェルの町議会は、12議席で構成される。

### 首長
第二次世界大戦後の町長を列記する。
- 1945年 - 1946年: アントン・シュトレーベル
- 1946年 - 1968年: グスタフ・フォクト
- 1968年 - 1974年: クラウス・ピック
- 1974年 - 2006年: ギュンター・ネスパー
- 2006年以降: ラルフ・ライシュナー

### 姉妹自治体
- ダンジュータン（フランス語版、英語版）（フランス、県）1989年[7]

## 文化と見所

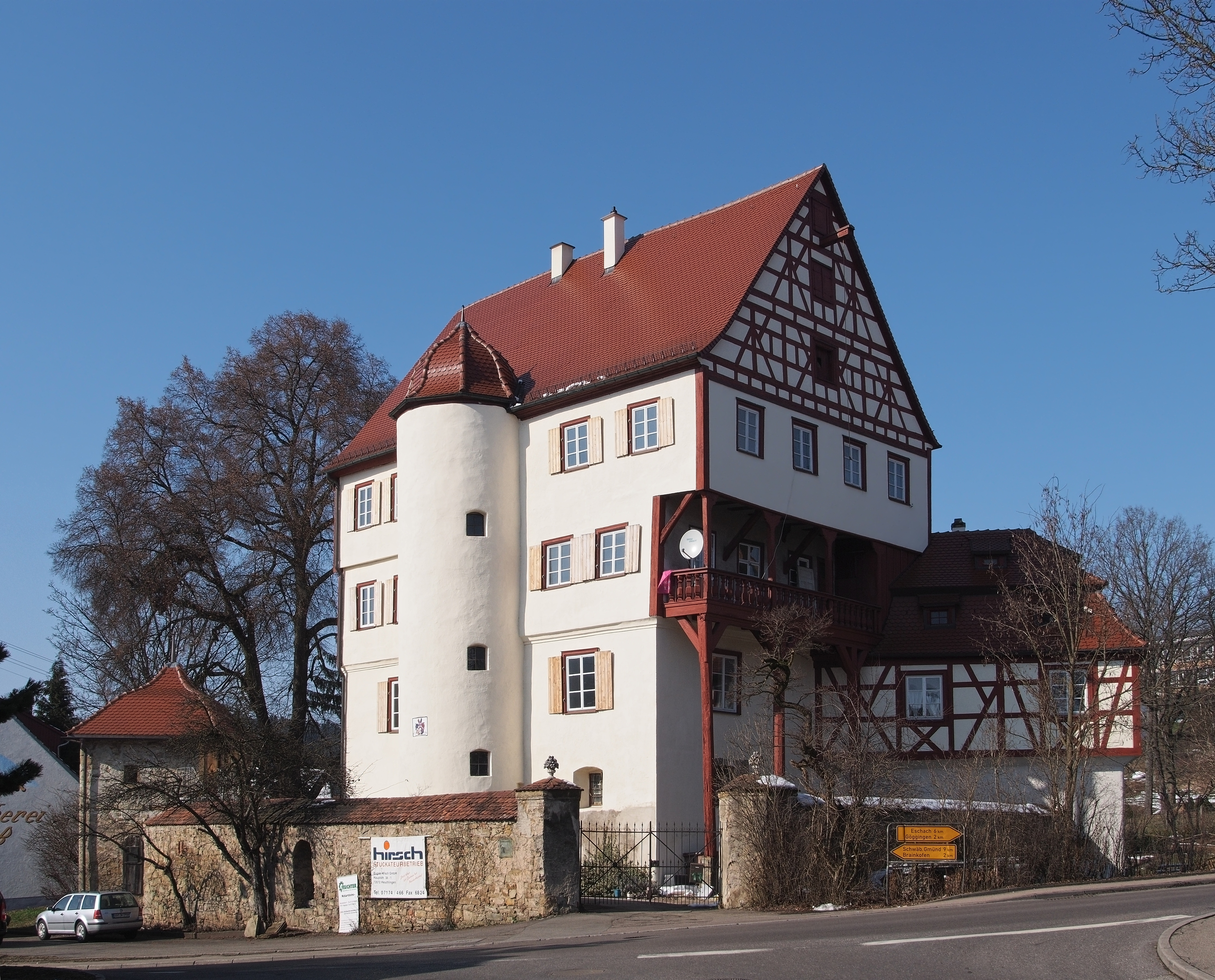
ラインツェル城

ラインツェル城は、三十年戦争で破壊された防衛施設跡に、ラング家によって1650年頃に建設された。この城館は、領主権を失った後もラング家の所有物として保持され、1990年になってブリギッテ・フォン・ラング男爵夫人の所有から売却された。バーデン＝ヴュルテンベルク州文化財保護局の異議により、ホテルへの改築は頓挫し、この城館は長年亡命者や難民などの要保護者のための宿泊施設として利用された。2017年現在この城館は私邸となっており、所有者のヘルムート・ヴィックレーダーおよびジルヴィア・ヴィックレーダーが居住し、改修している。

### スポーツ
ラインツェルには3つの運動場、1つの体育館、1つの文化ホール、1つの射撃場、スキーリフトを備えたスキーゲレンデが1か所ある。この他に多くのスポーツクラブがあり、特にテニス、アイスストックスポーツ、サッカー、さらには柔術が行われている。

## 経済と社会資本

### 教育
ラインツェルには基礎課程・作業実科学校および実科学校がある。学習障害児のための養護学校は2012年の学期から閉鎖されている。最寄りの上級の学校はシュヴェービッシュ・グミュントにある。
幼児には、カトリックの幼稚園と福音主義の幼稚園がそれぞれ1園ある。これらの幼稚園は、すべての宗教の信者を受け容れている。

## その他

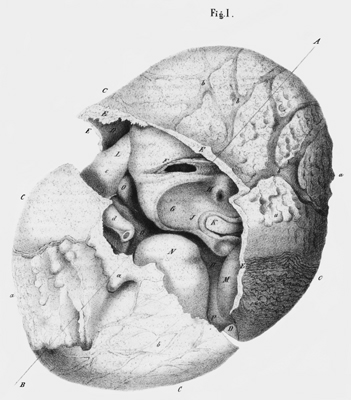
ラインツェルの石児

三十年戦争後、家を失った人々が大勢ラインツェルに定住した。彼らは行商をして生計を立てていた。これらの商人がそれぞれの言葉をラインツェルに持ち込んだため、現在も様々な方言由来の言葉が話されている。
1720年、ラインツェルに住む90歳の女性の体から石化した子供が見つかった。彼女は46年間もこれを保持していた。「ラインツェルの石児」は最も保存状態の良い石児標本の一つとされている。この発見を最初に記録したのがゲオルク1世王の小児科医ヨハン・ゲオルク・シュタイガータールであった。この石児は1854年に W. キーザーの学術論文の対象となった。現在、「ラインツェルの石児」はテュービンゲン大学のコレクションに収められている。